# Platylabus ruficoxatus
Platylabus ruficoxatus är en stekelart som beskrevs av Riedel 2008. Platylabus ruficoxatus ingår i släktet Platylabus, och familjen brokparasitsteklar. Arten är reproducerande i Sverige.